# Ludo Pieters
Ludovicus Joannes (Ludo) Pieters Lzn. (Rotterdam, 9 mei 1921 - Rhoon, 30 oktober 2008) was een Rotterdamse ondernemer, dichter, schrijver, mecenas, en openbaar bestuurder, ook wel bekend als "de rode havenbaron". Pieters was jaren firmant bij Hudig & Pieters, stond daar aan het roer van 1946 tot de verkoop in 1970, en was daarna negen jaar voorzitter van de Scheepvaartvereniging Zuid. Hij genoot ook enige bekendheid als vriend en beschermer van Gerard Reve. In 1987 is hij onderscheiden met de Zilveren Anjer voor zijn bijdrage aan de ontplooiing van het sociaal-cultureel leven van Rotterdam.

## Levensloop
Ludo Pieters was geboren en getogen in het Rotterdamse Scheepvaartkwartier. Na het Erasmiaans Gymnasium ging hij in 1939 rechten studeren aan de Universiteit Leiden. Na de sluiting in bezettingstijd in 1941 vervolgde hij zijn studie aan de Rijksuniversiteit Groningen, waar hij in 1942 afstudeerde. Pieters had geen ambitie voor de advocatuur, maar wel voor een diplomatieke carrière. Ter voorbereiding hiertoe promoveerde hij in 1946 terug in Leiden in het volkenrecht.
Nog voor zijn promotie nam hij op dwingend verzoek van zijn vader zijn plaats in bij het familiebedrijf Hudig & Pieters, en leidde deze onderneming tot de verkoop in 1970. Nadien bleef hij aan in dienstverband, en was van 1972 tot 1981 voorzitter van de "machtige" haven-werkgeversvereniging Scheepvaartvereniging Zuid. Pieters had vele nevenfuncties in het economische leven in Rotterdam en omstreken. Zo was hij lid van de Rotterdamse Kamer van Koophandel, en zat enige jaren in het dagelijks bestuur van de VNO, van de Sociaal-Economische Raad (SER), en van de Rijnmondraad.
Hiernaast heeft Pieters vele culturele nevenfuncties vervuld, waaronder voorzitter van de Stichting P.C. Hooft-prijs, en bestuurslid van Museum Boijmans Van Beuningen en van het Kröller-Müller Museum. Hij richtte ook een fonds op voor gastschrijvers, die werd ondergebracht in het Prins Bernhard Cultuurfonds. Voor deze werkzaamheden werd hij in 1987 onderscheiden met de Zilveren Anjer.

### Personalia
Ludo Pieters was de oudste zoon van Catharina Albertina Havelaar en Louis Pieters, en een achterkleinzoon van Godefridus Samuel Pieters (1817-1887), oprichter van Hudig & Pieters in 1856. Een jongere broer van Pieters is de Rotterdamse beeldhouwer Ian Jacob Pieters.
In 1946 trouwde Ludo Pieters met Berthe Bakhuizen van den Brink, dochter van een kerkhistoricus en hoogleraar Jan Nicolaas Bakhuizen van den Brink. Het echtpaar woonde eerst in Rotterdam in het huis van Pieters' ouders, waar twee dochters werden geboren. In 1950 verhuisde het jonge gezin naar Rhoon, waar nog een dochter en twee zonen werden geboren.
Op 17 april 1965 werd de derde van een serie van vier bevoorradingsschepen van Hudig & Pieters te water gelaten bij Verolme in Heusden. Dit schip werd de "Lady Anita" (later de Volans) gedoopt, vernoemd naar Pieters' toen 16-jarige dochter Anita Pieters.

## Firmant in Hudig & Pieters

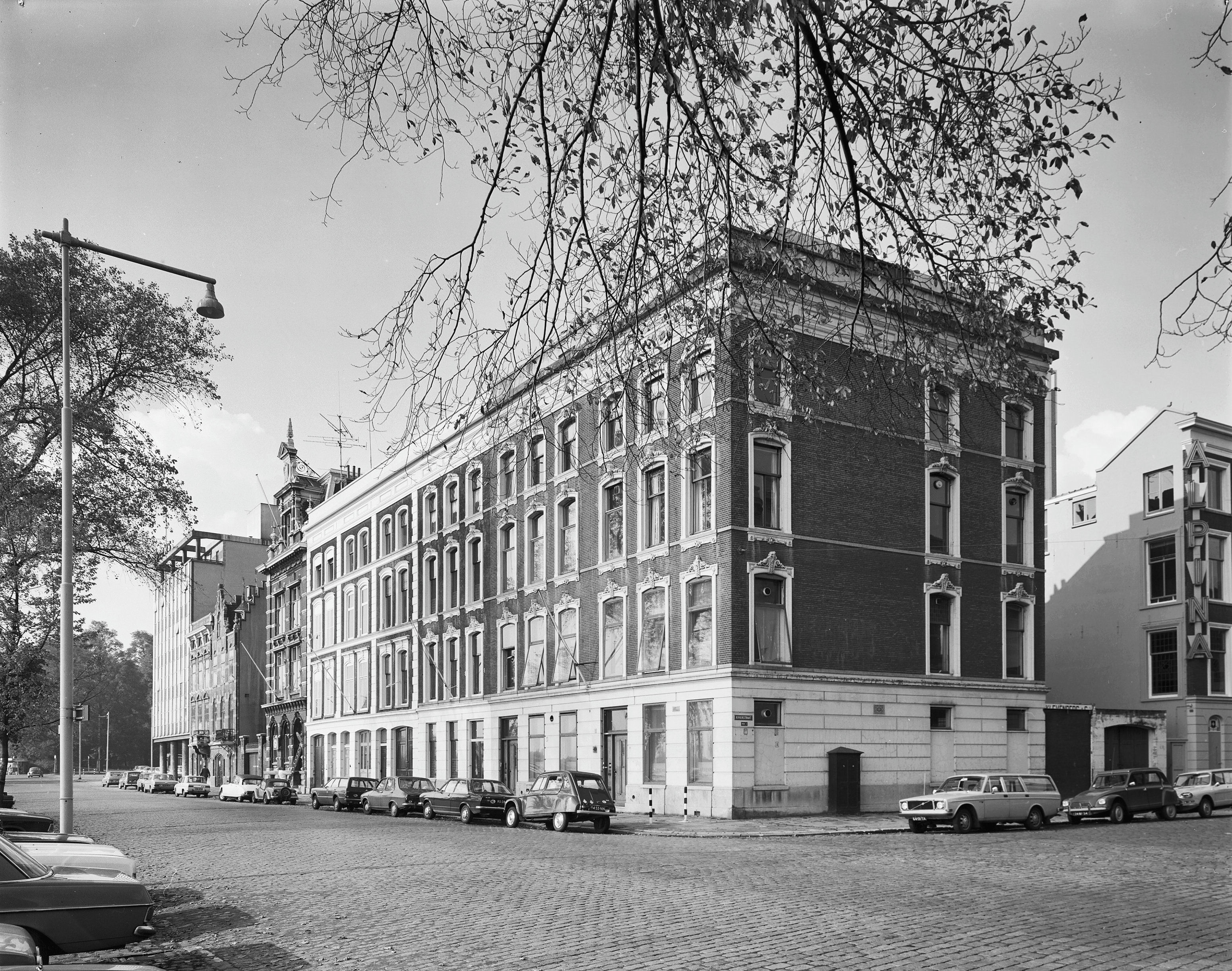
Voorgevels Westerkade 20-26 met daarnaast op nr 27 het voormalig hoofdkantoor van Hudig & Pieters

Pieters was de vierde generatie Pieters aan het roer van de Rotterdamse agentuur, cargadoor en rederij Hudig & Pieters. Hij leidde deze onderneming met een uitgesproken mening over het verschil tussen zaken doen en ondernemen. Zo vertelde hij Jan Brokken in een interview uit 1993:
"Zaken doen is de prijs calculeren, relaties warm houden. Een kwestie van routine. Wat leuk is is ondernemen. Ik heb het wel eens vergeleken met het maken van kunst. Je begint met een vaag idee, je werkt het uit tot een gedetailleerd plan, je probeert medestanders en financiers te vinden. Het vergt een hoop energie en je moet een dikke huid hebben want het aantal teleurstellingen onderweg is ontelbaar, maar als het vorm begint te krijgen, is het buitengewoon inspirerend."
In het interview besprak Pieters een van zijn projecten, de start met bevoorradingsschepen van de opkomend offshore industrie in de jaren 1960. Zo vertelde Pieters: 
"Voor de oorlog hadden we een paar schepen op de wilde vaart en na de oorlog een paar coasters in lijndienst, maar in die sectoren zat niet veel groei meer. De toekomst lag elders. In het begin van de jaren zestig, na de Suezcrisis, begonnen de olieboringen op zee. Samen met een Franse, een Engelse en een Noorse rederij hebben we toen besloten een paar supply-vessels te bouwen, schepen die die booreilanden bedienen. Het was een helse toer om dat voor elkaar te krijgen; we financierden met tachtig, negentig procent vreemd kapitaal, als mijn vader dat geweten had zou hij zich in zijn graf omdraaien. Op een gegeven moment hadden we zevenentwintig van die supply-vessels varen. Het was een geslaagd project, maar tegelijk gaf het de limieten van een familiebedrijf aan: we konden de nodige nieuwe investeringen niet meer ophoesten."
Met dit laatste gezegde in het interview verklaarde Pieters, waarom hij een paar jaar later het familiebedrijf na zo'n 120 jaar in de verkoop deed. Na zo'n twee jaar onderhandelen werd het bedrijf in 1970 verkocht aan de meer kapitaalkrachtige Rotterdamse Internatio-Müller. Over de voor- en nadelen van een familiebedrijf stelde hij nog verder:
"Het voordeel van een familiebedrijf is dat het, zeker in de aanloopperiode, rond een sterke persoonlijkheid gegroepeerd is, het nadeel dat je op een goed moment te maken krijgt met een hele sleep neven en nichten die eigenlijk alleen maar geïnteresseerd zijn in hoeveel geld er uit de zaak komt."
Voor Pieters was dit een andere overweging om de zaak van de hand te doen.

## Ludo Pieters en Gerard Reve
Pieters had vanaf begin jaren 1960 tot zijn dood een vriendschappelijke relatie onderhouden met Gerard Reve, weliswaar met de nodige ups en downs. In de beginjaren was Reve regelmatig op bezoek in de riante villa "Voorbij de Wegen" van Pieters in Rhoon, die voor Reve fungeerde als een veilige haven. In de opvolgende decennia bleven ze ook corresponderen.

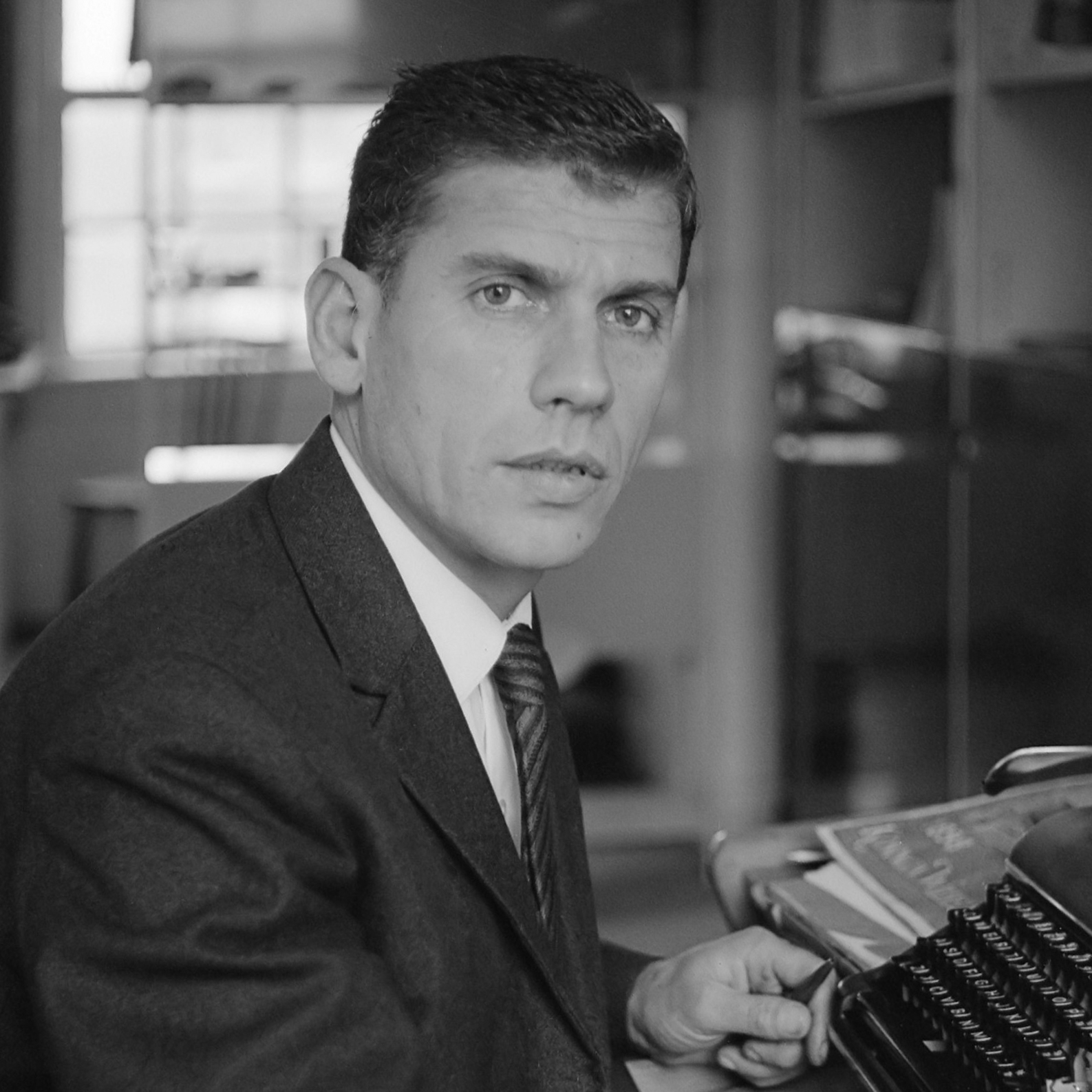
Gerard van het Reve in 1963.

Pieters was zo onder de indruk van de De avonden (1947) van Reve, dat hij in 1960 via de uitgeverij Van Oorschot contact met hem had opgenomen. Reve kwam naar Rotterdam voor de opvoering van toneelstuk Commissaris Fennedy, waar het bij een eerste ontmoeting in een Rotterdams eetcafé meteen klikte. Sindsdien was hij regelmatig te gast bij de familie in Rhoon, en was aldaar van de partij bij enige van de legendarische tuinfeestjes, waar poëzie werd voorgedragen.
Een eerste deel van Reve's correspondentie aan Pieters werd in 1987 gepubliceerd door Van Oorschot als Brieven aan Ludo P. 1962-1980. In het voorwoord van dit werk spreekt Reve "ongewoon hartelijke woorden" over Pieters. Met de jaren hield Pieters zijn belofte getrouw aan Reve, dat "mocht je in de narigheid komen: hier is altijd een bed, en altijd een plek om te werken."
In 1963 maakte Pieters de legendarische reis van Reve naar Portugal en Marokko mede mogelijk. Reve noemde Pieters voor het eerst in zijn Brief uit Schrijversland (1963), waar hij hem aanduidde met de schuilnaam "Beschermer Q." Hij behield zijn ware identiteit graag voor zichzelf, zoals hij later beschreef: "mijn halve lichaam jeukt al van woede bij de gedachte alleen... dat hij Bescherming, Goederen of Geld zou geven aan anderen dan aan mij."
Nadat Pieters rond 1985 voor de PvdA was benoemd in de Rijnmondraad zette Reve een punt achter hun vriendschap. Hierover schreef Reve, dat hij "de omgang met mensen, die onze grote vrijheden willen vernietigen en uitleveren, niet [kan] opbrengen. Voor jou is het spel, voor mij ernst." Pieters en Reve bleven daarna gebrouilleerd. Toen de biografen Wil Heezen en Paul van de Laar in het jaar 2000 contact opnamen met Pieters, was hij heel uitgesproken: "Over Gerard praat ik niet." In de laatste levensjaren is het contact tussen beide echter toch weer opgebloeid.

## Publicaties, een selectie
- Randgebergte, 1946
- Neerslag, 1947
- Het tweede Baltische eskader, verhalenbundel, 1994
- De argonauten, roman, 1995
- De vierspan, essays, uitgegeven in eigen beheer, 1996

Publicaties over Ludo Pieters
- Gerard Reve, Brieven aan Ludo P. 1962-1980, G.A. van Oorschot, 1986
- Wil Heezen, Paul van de Laar, Ludo Pieters 1921-2008. Rode havenbaron, mecenas en vriend van Gerard Reve, Uitgeverij THOTH, 2011
- Paul van de Laar en Wil Heezen, 'Ludovicus Joannes Pieters Lzn. Rotterdam, 9 mei 1921 - Rhoon, 30 oktober 2008', in: Jaarboek van de Maatschappij der Nederlandse Letterkunde 2012  2013, p. 103-109. Volledige tekst